# L. N. Lavolle
Œuvres principales
 Nuno de Nazaré
L'Étang perdu
Les Clés du désert
L'Acrobate de Minos
L'Expédition de l'Intrépide
Louise Noëlle Lavolle, qui signe L. N. Lavolle, née Hélène Chaulet le 2 mars 1914 à Tom Sung (Vietnam) et morte le 18 mai 1994, à Biarritz, est une écrivaine française de romans pour la jeunesse.

## Biographie
Hélène Chaulet, née le 2 mars 1914, est la petite-fille de Paschal Grousset, alias André Laurie (1844-1909), un député socialiste lui-même écrivain et journaliste. Un an avant sa mort, André Laurie épouse Marie Josèphe Lavolle, dont Hélène Chaulet emprunte le nom pour écrire sous le pseudonyme de L. N. Lavolle (« L. N. », supposé être les initiales de « Louise Noëlle », est en réalité un homophone de « Hélène », son véritable prénom). Elle utilisera également les pseudonymes de Claude Bailly (pour Nicolo et le lézard bleu, en 1963 et Passage Saint-Ange en 1964) et de Dominique Glize (pour Émeutes à Kaboul, en 1971).
Archéologue et grande voyageuse, il semble qu'elle ait vécu en Inde dans sa jeunesse. Elle commence à écrire des romans destinés à la jeunesse qui sont d'abord publiés par des maisons d'éditions catholiques. Puis L. N. Lavolle intègre la maison d'édition de G.T. Rageot-éditions de l'Amitié. Elle y publie plusieurs romans historiques pour adolescents. Elle reçoit le Prix Enfance du monde 1959 pour Nuno de Nazaré et le Grand Prix du Salon de l'enfance de 1960 pour Les Clés du désert.

## Œuvre

### Romans
- 1952 : Sous le ciel de l'Inde, Éditions Hachette, coll. Bibliothèque rose illustrée. Illustrations de Philippe Ledoux.
- 1956 : L'Émeraude du Grand Mogol, Éditions Fleurus et Gautier-Languereau, coll. Jean-François. Illustrations de Cyril.
- 1957 : Le Conquérant de Golconde, Éditions Desclée de Brouwer, coll. Belle Humeur. Illustrations d'Étienne Morel.
- 1957 : Mango, Éditions Fleurus, coll. Caravelles, no 2. Illustrations de Giovanni Giannini.
- 1958 : L'Onagre à la robe d'argent, Éditions Fleurus et Gautier-Languereau, coll. Jean-François. Illustrations de Roger Bussemey.
- 1958 : Habib Ullah et ses 40 voleurs, Éditions Desclée de Brouwer, coll. Belle Humeur. Illustrations d'Étienne Morel.
- 1958 : Nhoti fils de l'Inde, Éditions de l'amitié-G.T. Rageot, coll. Heures Joyeuses, no 110. Illustrations de J.P. Lequeret, photographie de couverture d'Isaac Kitrosser.
- 1959 : Nuno de Nazaré, Éditions Fleurus et Gautier-Languereau, coll. Jean-François. Illustrations d'Alain d'Orange. Réédition 1964, Éditions Gautier-Languereau, coll. Bibliothèque Bleue, no 61. Illustrations d'Alain d'Orange. Réédition 1974 : 3 Romans de mer (Nuno de Nazaré par L. N. Lavolle, Mystère à bord par Henriette Robitaillie et Le Capitaine du Jamboree par Jean-Louis Dubreuil), Éditions : Gautier-Languereau, coll. 3 Romans, Illustrations Georges Pichard.
- 1959 : Les Sorcières de la mer, Éditions Fleurus et Mame, coll. Monique. Illustrations d' Alain d'Orange.
- 1959 : L’Étang perdu[9],  Éditions de l'amitié-G.T. Rageot, coll. Bibliothèque de l'amitié,no 2. Illustrations de Jacques Daynié, photographies de P. Chaulet; Réédition : 1971; Réédition : 1982, Éditions de l'amitié-G.T. Rageot, coll. Bibliothèque de l'amitié, no 2. Illustrations de Jacques Daynié, photographie de L. Haine-Warneck-Vloo.
- 1960 : L'Indien aux yeux clairs, Éditions Fleurus et  Mame. coll. Monique. Illustrations de Jean Le Moing.
- 1960 : Les Clés du désert, Éditions de l'amitié-G.T. Rageot, coll. Bibliothèque de l'amitié, no 7. Illustrations de Jacques Daynié, photographies d'Isaac Kitrosser. Réédition 1967, Éditions de l'amitié-G. T.Rageot, coll. Bibliothèque de l'amitié, série Histoire, no 4. Illustrations de Bernard Ducourand, photographies du British Museum et d'Isaac Kitrosser
- 1960 : Le Monde de l'or noir, Éditions Desclée de Brouwer, coll. Belle Humeur, no 80. Illustrations de Guy Michel, couverture de G. Guerenne.
- 1961 : La Porte de jade, Éditions de l'amitié-G.T. Rageot, coll. Bibliothèque de l'amitié, no 14. Illustrations de Pierre Rousseau, photographies de François Balsan, Claude Collin Delavaud et A. Poncet. Réédition 1968, nouvelle couverture (même photographe).
- 1961 : Le Magicien d'Istanbul, Éditions Gautier-Languereau, coll. Nouvelle Bibliothèque de Suzette, no 32. Illustrations de Georges Pichard.
- 1962 : Nathie en Chine, Éditions Gautier-Languereau, coll. Nouvelle Bibliothèque de Suzette, no 35. Illustrations de Georges Pichard.
- 1962 : Aventures sur le Nil, Éditions Fleurus et Gautier-Languereau, coll. Jean-François. Illustrations d'Alain d'Orange.
- 1963 : L'Ombre du pharaon, Éditions Desclée de Brouwer, coll. Belle Humeur. Illustrations d'Étienne Morel.
- 1963 : Les Secrets de la lande, Éditions de l'amitié-G. T. Rageot, coll. Bibliothèque de l'amitié, no 25. Illustrations de Jacques Daynié, photographies de H. et P. Chaulet.
- 1963 : L'Otage de Rome, Éditions de l'amitié-G.T. Rageot, collection "Le Livre TV", no 6, Illustrations de Pierre Rousseau, photographies de l'auteur.
- 1963 : Nicolo et le lézard bleu, sous le nom de Claude Bailly, Editions de l'amitié-G.T. Rageot, Coll. Bibliothèque de l'amitié, no 29. Illustrations de R. Demoulin, photographies d'Hélène Chaulet.
- 1963 : L'Enfant du fleuve, dans Bernadette, du no 107 au no 126 (28 avril au 8 septembre), hebdomadaire édité Maison de la Bonne Presse. Illustrations de Pierdec.
- 1963 : Nathie et le Minotaure, Éditions Gautier-Languereau, coll. Nouvelle Bibliothèque de Suzette, no 49. Illustrations de Georges Pichard.
- 1964 : Passage Saint-Ange, sous le nom de Claude Bailly, Éditions de l'amitié-G.T. Rageot, collection Le Livre TV, no 11, Illustrations de Jacques Daynié, photographies de l'auteur.
- 1965 : Nathie en Iran, Éditions Gautier-Languereau, coll. Bibliothèque Bleue, no 69. Illustrations de Georges Pichard. Réédition 1976 : 3 Romans de voyages (Nathie en Iran de L. N. Lavolle, Le Secret du bateau d'ivoire de Paulette Blonay et Le Héros et la turquoise de Patrick Saint-Lambert), Éditions Gautier-Languereau, coll. 3 Romans.
- 1965 : Le Lis de la Mousson, Éditions de l'amitié-G. T. Rageot, coll. Bibliothèque de l'amitié, no 42. Illustrations de Michel Gourlier. Photographies de Jacques Biltgen.
- 1965 : L'Île née de la mer, Éditions de l'amitié-G. T. Rageot, coll. Bibliothèque de l'amitié. Illustrations de Michel Gourlier. Réédition 1983, Éditions de l'amitié-G. T. Rageot, coll. Les Maîtres de l'Aventure. Illustrations de Véronique Roux.
- 1966 : L'Acrobate de Minos, Éditions de l'amitié-G. T. Rageot, coll. Bibliothèque de l'amitié série Histoire, no 2. Illustrations de Françoise Pichard-Boudignon, photographies de L. N. Lavolle, de l'Agence Roger-Viollet et de La Peinture Égyptienne d'Arpag Mekhitarian aux éditions Skira, 1954. Réédition en 1983, Éditions de l'amitié-G. T. Rageot, coll. Les Maîtres de l'Aventure. Illustrations de Patrick Deubelbeiss. Réédition en 1991, Éditions Rageot, coll. Cascade, Romans 11-13 ans. Illustrations de Christian Heinrich, couverture d'Alain Gauthier[10].
- 1966 : Le Bois des quatre-vents, Éditions Hachette, coll.. Idéal-Bibliothèque no 302. Illustrations de Maurice Pelfrène.
- 1967 : Les Perles de Cléopâtre, Éditions de l'amitié-G.T. Rageot, coll.. Bibliothèque de l'amitié, série Histoire no 9. Illustrations de N. Hosxe-Bridant, photographies tirées de La Peinture Égyptienne d'Arpag Mekhitarian aux éditions Skira, 1954.
- 1968 : L'Évadé de Carthage, sous le nom de L.-N. Lavolle, Éditions G. P., Coll. Rouge et Or souveraine, no 265. Illustrations de Jacques Pecnard.
- 1968 : L'Affaire de la Bella, Éditions de l'amitié-G.T. Rageot, coll. Bibliothèque de l'amitié. Illustrations Michel Gourlier.
- 1969 : L'Ami du grand Mogol, Éditions de l'amitié-G.-T. Rageot, coll. Bibliothèque de l'amitié, série Histoire no 15. Illustrations de Françoise Boudignon.
- 1969 : Le Cheval des ténèbres, Éditions G. P., coll.. Rouge et Or Souveraine no 276. Illustrations de Michel Gourlier, photographies de l'auteur.
- 1970 : À l'ombre du grand Mogol, Éditions de l'amitié-G.-T.Rageot, coll. Bibliothèque de l'amitié, série Histoire no 18. Illustrations de Françoise Boudignon, photographies de John Webb.
- 1971 : Les Baladins d'Anatolie, Éditions G. P., Spirale no 166. Illustrations de Michel Gourlier.
- 1971 : Le Boléro d'or, Éditions de l'amitié-G.T.Rageot, coll. Bibliothèque de l'amitié, no 76. Illustrations de Françoise Boudignon, photographies de l'auteur. Réédition en 1982 sous le titre Le prince des landes, Éditions de l'amitié-G.T.Rageot, coll. Les Maîtres de l'Aventure. Illustrations Michèle Delagoutte-Forest.
- 1971 : Émeutes à Kaboul, sous le nom de Dominique Glize, Éditions Hatier-G.T. Rageot, coll. "Jeunesse Poche", série "Aventures"
- 1972 : L'Affaire du Miqueou, Éditions G. P., coll. Bibliothèque Rouge et Or no 311. Illustrations de Michel Gourlier.
- 1973 : Les Fils du soleil, Éditions de l'amitié-G.T. Rageot, coll. Bibliothèque de l'amitié série Histoire. Illustrations de Françoise Boudignon, photographies Giraudon, Jean-Philippe Charbonnier chez Réalités et La Peinture Égyptienne d'Arpag Mekhitarian aux éditions Skira, 1954.
- 1973 : Inde de ma jeunesse, Éditions G. P., coll.. super-1000 no 114. Illustrations Michel Gourlier.
- 1974 : Le Feu des mages, Éditions Duculot, coll.  travelling no 12.
- 1974 : Le Paria,Éditions Duculot, coll. Travelling no 14.
- 1974 : L'Expédition de l'Intrépide, Éditions G. P. Rouge et Or, coll. Olympic no 64. Illustrations de Jean Retailleau.
- 1974 : Énigme à Madère, Éditions de l'amitié-G. T. Rageot, coll. Bibliothèque de l'amitié. Illustrations Patrice Harispe.
- 1975 : Menaces Sur L'inventeur, Éditions G. P. coll. Spirale no 234. Illustrations de Jacques Pecnard.
- 1976 : 3 Romans dans la forêt, (Les Éxilés dans la forêt, capitaine Thomas Mayne-Reid, Le génie des forêts, L.N. Lavolle, L'Enfant des saules, Marcelle Vérité), Éditions Gautier-Languereau, coll. 3 Romans.
- 1977 : Le Village des enfants perdus, Éditions Duculot coll. Travelling no 33.
- 1978 : 3 Romans pour Garçons, (La maison des naufrageurs, Marcelle Vérité, Pavel, le jeune cosaque, Bertrand Solet, Les nouveaux esclaves L.N. Lavolle) Éditions Gautier-Languereau, coll. 3 Romans.
- 1980 : Le Royaume des ombres, Éditions Gautier-Languereau, coll. Les romans des Veillées des chaumières, no 17.

## Prix et récompenses
- Prix Enfance du monde 1959 pour le roman Nuno de Nazaré, paru aux Éditions Fleurus et Gautier-Languereau.
- Grand Prix du Salon de l'enfance 1960 pour le roman Les Clés du désert, paru aux Éditions de l'amitié-G. T. Rageot.
- Grand Prix des Treize 1975 pour le roman L'expédition de l'intrépide, paru aux Éditions G. P. Rouge et Or.